# Andrey Andreyevich Vlasov
Andrey Andreyevich Vlasov (tiếng Nga: Андрéй Андрéевич Влáсов; ngày 14 tháng 9 năm 1901 - 1 tháng 8 năm 1946) là một tướng quân Hồng quân Liên Xô. Trong Thế Chiến II, ông đã chiến đấu trong trận chiến Moskva và sau đó đã bị bắt. Sau khi bị bắt, ông đã đầu hàng Đức Quốc xã và lãnh đạo Quân đội Giải phóng Nga (Russkaya osvoboditel'naya armiya (ROA)). Khi chiến tranh kết thúc, ông lại đổi bên và ra lệnh cho ROA hỗ trợ cuộc nổi dậy ở Praha chống lại quân Đức. Ông và ROA sau đó đã cố gắng trốn thoát đến Mặt trận phía Tây, nhưng bị các lực lượng Liên Xô bắt giữ. Vlasov đã bị buộc tội phản quốc và bị treo cổ.
Vào cuối những năm 1980- đầu những năm 1990, trong thời kỳ diễn ra cách mạng Đông Âu, tướng Andrey Vlasov trở thành nhân vật nổi bật đối với những người ủng hộ tự do, dân chủ. Những người lên án chủ nghĩa Stalin và hệ thống Xô Viết nói chung đều có cùng một quan điểm – đó là coi Vlasov là anh hùng, là chiến sĩ đấu tranh vì một nước Nga dân chủ, tự do và là một người yêu nước chân chính. Đã có nhiều nỗ lực đòi (chính quyền) phục hồi danh dự (đúng hơn là minh oan) cho viên tướng này, nhưng tất cả đều thất bại.
Vào thời Xô Viết, quan điểm (chính thống) là nói càng ít về A. Vlasov càng tốt, nếu có viết thì tiểu sử của ông ta hoàn toàn là một màu đen – quả thực đấy cũng không phải là cách xử sự đúng – sau này chính nó đã là cái cớ (mà rất có cơ sở) để cáo buộc các sử gia Xô Viết xuyên tạc thực tế.

## Thiếu thời
Andrey Andreyevich Vlasov sinh ngày 14/9/1901 tại làng Lomakino tỉnh Nhizegorod trong một gia đình nông dân nghèo đông con. Andrey là con trai út trong số các anh em trai (gia đình có 13 người con). Ông bố mong muốn các con mình được học hành tử tế, nhưng do gia đình quá nghèo nên không thể thực hiện được mong ước ấy. Người anh cả của Andrey là Ivan đã bỏ học đi làm và nuôi Andrey ăn học.
Andrey được đào tạo để trở thành cha cố - sau khi tốt nghiệp trường dòng, ông vào học tại Chủng viện Nhizegorod. Ngay từ nhỏ cậu bé Andrey đã thể hiện mình có một trí thông minh sắc sảo và khả năng nhanh chóng hòa nhập với thế giới xung quanh. Nhưng khi hiểu rằng, chính quyền Xô Viết mới thành lập sẽ không thương xót gì các cha cố, Andrey bỏ ngay chủng viện và đến học tại trường nông nghiệp để trở thành kỹ sư canh nông.
Năm 1919, Vlasov được gọi nhập ngũ (Hồng quân Liên Xô). Chàng trai sáng dạ Andrey đã học qua chùng viện được cử đi học khóa đào tạo chỉ huy 4 tháng và sau khi tốt nghiệp được phân về đơn vị. Viên trung đội trưởng trẻ này đã chiến đấu dũng cảm trong giai đoạn kết thúc nội chiến và tiếp tục thăng tiến trên con đường binh nghiệp sau nội chiến kết thúc.

## Cố vấn quân sự của Tưởng Giới Thạch
Sau nội chiến, Vlasov đi học và đã tốt nghiệp các khóa học chỉ huy cao cấp "Vystrel", Học viện Quân sự Frunze, gia nhập Đảng Bolshevik (Đảng cộng sản Liên Xô). Ở bất kỳ nơi nào cũng được đánh giá tốt, trong tất cả các mục nhận xét cán bộ không hề có một tỳ vết nào. Có thể vì có một lý lịch "đẹp" như vậy nên trong Đại thanh trừng những năm 1937-1938, Vlasov không hề bị đụng đến, không những thế, còn được đề bạt rất nhanh. Đến tháng 4/1938, A. Vlasov đã là trợ lý tư lệnh Sư đoàn bộ binh số 72.
Mùa thu năm 1938, A.Vlasov được cử đi công tác tại Trung Quốc với nhiệm vụ làm cố vấn quân sự Liên Xô cho Chính quyền Tưởng Giới Thạch. Không nhiều người có được sự tin tưởng cao như vậy từ cấp trên.
Sau khi trở về Liên Xô vào tháng 1/1940, Vlasov được bổ nhiệm làm sư đoàn trưởng sư đoàn bộ binh số 99. Sau đó không lâu, sư đoàn 99 đã trở thành sư đoàn xuất sắc nhất của Quân khu Kiev và tư lệnh sư đoàn A.Vlasov đã thành một "điển hình" lúc bấy giờ.
Tháng 1/1941, viên tướng mẫu mực này được bổ nhiệm làm tư lệnh quân đoàn cơ giới số 4 của Quân khu đặc biệt Kiev, sau đó một tháng được tặng thưởng huân chương Lenin.
Các nhà sử học về sau bắt đầu cố tìm các vết đen trong tiểu sử trước chiến tranh của A. Vlasov và có nói về sự "đổ đốn" trong cuộc sống riêng tư, ham rượu chè và v.v... Quả thực là A.Vlasov dính cả thứ này lẫn thứ kia, nhưng chưa bao giờ đi quá giới hạn, nếu không thì con đường quan lộ của ông ta đã không được thênh thang như vậy.

## Chiến tranh thế giới lần 2

A.Valsov là một trong những anh hùng của trận chiến Matxcova

Trong giai đoạn đầu Chiến tranh thế giới lần 2, A.Vlasov cũng đã lập được nhiều công trạng. Quân đoàn cơ giới số 40 của ông đã đứng vững trước các cuộc tấn công của Quân Đức và A.Vlasov đã được Bộ tư lệnh tối cao biểu dương. Trong thời gian phòng thủ Kiev, A.Vlasov chỉ huy Tập đoàn quân số 37 và đã cùng một số đơn vị thoát ra khỏi vòng vây- trong chiến dịch này hàng trăm nghìn chiến sỹ Xô Viết hy sinh và bị bắt làm tù binh.
Trong trận đánh bảo vệ Matxcova (cuối năm 1941), A. Vlasov chỉ huy các đơn vị của Tập đoàn quân số 20 – tập đoàn quân này đã lập những chiến tích xuất sắc trong các trận đánh với Tập đoàn quân xe tăng số 4 của Đức. Vì những thành tích xuất sắc trong các trận đánh ở ngoại ô Matxcova, Andrey Vlasov được tặng huân chương Cờ đỏ và được phong quân hàm trung tướng (khi tròn 40 tuổi).
Đến mùa xuân năm 1942, A. Vlasov đã trở thành một trong những tướng lĩnh được Bộ tổng tư lệnh tối cao rất tin tưởng.
Chính vì thế mà không có gì đáng ngạc nhiên khi vào tháng 3/1942, A.Vlasov đã được bổ nhiệm làm Phó tư lệnh Phương diện quân Volkhov có nhiệm vụ đánh bại cụm quân Đức tại khu vực Leningard và giải vây cho thành phố này.
Cuối tháng 3/1942, Vlasov được cử đến Tập đoàn quân tấn công số 2 đang chuẩn bị tấn công Quân Đức. Các đơn vị của Tập đoàn quân chọc thủng tuyến phòng ngự của đối phương ở làng Miasnoi Bor và xâm nhập sâu vào đội hình phía sau của Quân Đức, triển khai tấn công về hướng thành phố Liuban. Tuy nhiên, Tập đoàn quân bị phản kích dữ dội, không thể tiếp tục triển khai tấn công và có nguy cơ bị đối phương bao vây. Trong những điều kiện khó khăn như vậy, A. Vlasov, lúc này là Phó tư lệnh Phương diện quân đã nhận bàn giao chức tư lệnh Tập đoàn quân từ tướng Klykov đang bị ốm nặng.
Những người bênh vực A. Valsov thường hay nói rằng, tướng A. Vlasov được bổ nhiệm làm tư lệnh một tập đoàn quân đã không còn khả năng chiến đấu và khi Bộ Tổng tư lệnh tối cao đã quyết định "hy sinh" tập đoàn quân này.
Nhưng hoàn toàn không phải như vậy. Mặc dù tình hình rất khó khăn, nhưng đến thời điểm bổ nhiệm Vlasov làm tư lệnh Tập đoàn quân tấn công số 2 vẫn đang chiến đấu rất ác liệt chống lại các đợt tấn công của Quân Đức. Vẫn còn hy vọng đánh bật các đợt phản công của Quân Đức và tiếp tục triển khai tấn công. Vấn đề là ở chỗ phải giải vây cho Leningrad, nơi đang có hàng trăm nghìn người chết vì đói, vì thế Bộ Tổng tư lệnh tối cao mới không ra mệnh lệnh rút Tập đoàn quân tấn công số 2 ra khỏi cái "túi" ven Miasnoi Bor, dù tập đoàn quân này có thể bị bao vây hoàn toàn.
Cuối tháng 4/1942, Bộ Tổng tư lệnh tối cao ra lệnh cho Tập đoàn quân sô 2 tổ chức ngay các hoạt động tác chiến để chọc thủng vòng vây và rút quân theo từng nhóm nhỏ, nhưng Tư lệnh Phương diện quân Leningrad và Volkhov là tướng Khozin đã chậm trễ trong việc thực hiện mệnh lệnh và kết quả là Tập đoàn quân của A. Vlasov bị bao vây chặt. Ngày 6/6. Khozin bị cách chức nhưng lúc này tất cả đều đã muộn.
Từ 21/6/1942, Bộ Tư lệnh Xô Viết mất toàn bộ mọi liên lạc với tướng A.Vlasov. Chỉ biết một điều rằng, sau khi ra lệnh chọc thủng vòng vây theo từng nhóm nhỏ, ông này bị lạc trong rừng.
Lần cuối cùng một số đơn vị có thể chọc thủng vòng vây theo "hành lang" là ngày 25/6. Sau đó mấy tiếng đồng hồ, "hành lang" bị khóa chặt. Bên trong vòng vây còn hơn 27.000 sỹ quan và binh sỹ Xô Viết. Tất cả họ hoặc hy sinh hoặc bị bắt làm tù binh.

### Bị bắt giữ

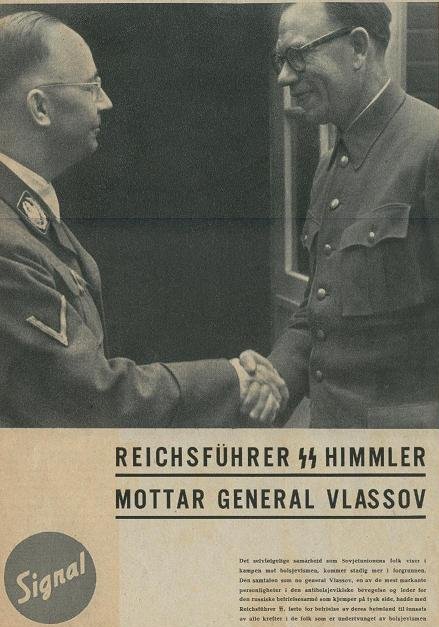
Vlasov và Himmler

Vào thời gian đó, một số nhóm biệt kích được giao nhiệm vụ đột nhập vào khu vực bị bao vây để tìm A.Vlasov và đưa ông này về khu vực các đơn vị Xô Viết đang kiểm soát. Phần lớn các nhóm này đều hy sinh khi thực hiện nhiệm vụ nhưng không một ai biết là đến thời điểm này thì tướng Vlasov đã không còn ý định quay về với người của mình nữa.
Có đến gần một chục giả thuyết khác nhau liên quan đến việc A.Vlasov bị bắt làm tù binh (hoặc đầu hàng) như thế nào. Tuy nhiên, tất cả các giả thuyết, kể cả của Đức, kể cả của Xô Viết đều có chung một điểm – đã không có một trận đánh nào, cũng như không có một nỗ lực chống cự nào. Ngược lại, trước mặt người Đức, A. Vlasov có vẻ như bằng lòng với kết cục như vậy.
Đối với bộ máy tuyên truyền của Đế chế thứ ba thì A.Vlasov quả là một món quà trời cho. Nếu như các tướng lĩnh Xô Viết bị bắt khác dù bị tra tấn tàn khốc nhưng kiên quyết không chịu hợp tác với quân Đức thì A.Vlasov lại rất vui lòng ký tất cả các tờ truyền đơn và lời kêu gọi đứng tên ông ta.
Tại trại tù bình gần Vinnhitsa, nơi giam giữ các sỹ quan chỉ huy quân đội Xô Viết, Vlasov không bị đánh đập và ngược đãi như các tù binh khác – Quân Đức không cần thiết phải làm như vậy. Các sỹ quan coi tù Đức lâu nay luôn đối mặt với sự gan dạ và ý chí bất khuất của các sỹ quan chỉ huy Xô Viết đã phải ngạc nhiên khi thấy A.Vlasov "nhiệt tình" cộng tác như vậy.
Trong thời gian đầu, người Đức chỉ sử dụng A.Vlasov vào mục đích tuyên truyền, nhưng sau đó xuất hiện ý tưởng thành lập các đơn vị chiến đấu từ các tù binh Xô Viết. Tình hình đối với Quân Đức trên các mặt trận càng xấu thì cơ hội dành cho Vlasov càng nhiều.

### ROA

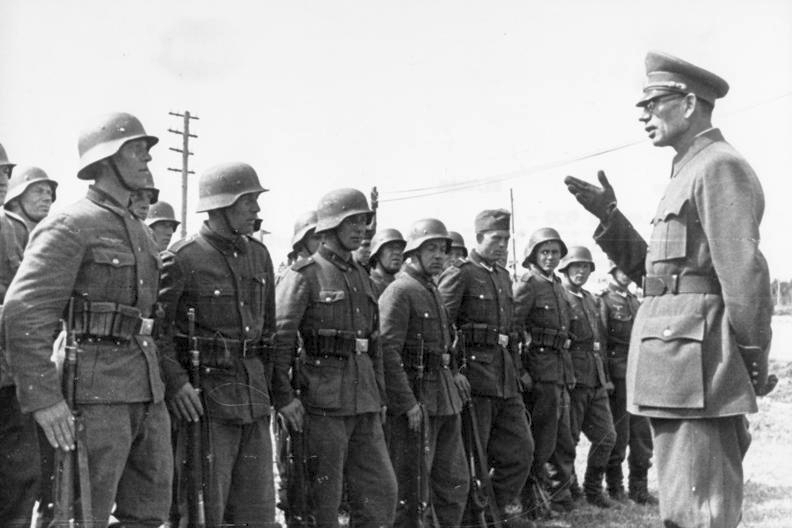
Tướng Andrey Vlasov cùng các sỹ quan Đức tại cuộc duyệt binh của các đơn vị ROA

Đầu năm 1943, Đức bắt tay thành lập Quân đội giải phóng Nga (ROA – viết tắt tiếng Nga) – được tuyên bố là một tổ chức quân sự chiến đấu vì một "nước Nga không Bolshevich". Bộ Tổng tư lệnh Đức bắt đầu sáp nhập tất cả các đơn vị quân Nga tay sai của Đức vào cơ cấu này mặc dù vấp phải sự phản đối mạnh của các tướng Bạch vệ lưu vong không muốn dây dưa với A.Vlasov.
A.Vlasov được đưa đến các trại tập trung, phát biểu tuyên truyền kêu gọi tù binh Liên Xô gia nhập ROA. Những tù binh gia nhập ROA vì nhiều lý do khác nhau – ai đó quả thực căm ghét chính quyền Xô Viết, ai đó đã quá mệt mỏi vì bị đánh đập và bỏ đói, ai đó hy vọng bằng cách này có thể trốn thoát.
Nhưng người Đức chỉ thực sự đặt hy vọng vào A. Vlasov và những kẻ hợp tác với Quân Đức vào tháng 11/1944, khi một tổ chức được gọi là Ủy ban giải phóng các dân tộc Nga được thành lập do Vlasov đứng đầu tại Praha (Tiệp Khắc). Ủy ban này, trên thực chất sẽ trở thành Chính phủ Nga lưu vong với lực lượng quân sự là ROA.
Trước khi thành lập sư đoàn đủ quân, các đơn vị ROA đã được Quân Đức sử dụng nhiều trong nhiều chiến dịch quân sự- cảnh sát. "Lính Vlasov" đã nhanh chóng thể hiện được mình trong các công việc " bẩn". Chúng tàn sát rất dã man du kích và dân thường.
Sư đoàn bộ binh số 1 ROA được thành lập tháng 11/1944. Đến cuối chiến tranh, người Đức gần như đã thành lập thêm được một sư đoàn nữa. Các đơn vị của sư đoàn ROA số 1 đã trực tiếp chiến đấu chống lại Hồng quân trong giai đoạn kết thúc chiến tranh.
Các cựu chiến binh Xô Viết đã trực tiếp chiến đấu với các phân đội ROA trên lãnh thổ Đức vào đầu năm 1945 nhận xét rằng "lính Vlasov" chiến đấu rất hung hãn và đến người cuối cùng, vừa bắn vừa chủi rủa thậm tệ. Cũng dễ hiểu, binh lính ROA chiến đấu trong tuyệt vọng bởi vì hiểu rằng không thể trông chờ vào bất kỳ sự tha thứ nào.
Còn bản thân A.Vlasov vốn là một viên tướng có đầu óc tính toán tỉnh táo, đầu năm 1945 ông ta đã không còn hy vọng vào một bước ngoặt nào nữa trong chiến tranh. A.Vlasov tính lợi dụng mâu thuẫn giữa các nước đồng minh chống Phát xít và cho rằng có thể đầu hàng Mỹ và Anh mà không phải quay về Liên Xô.
Đầu tháng 5/1945, một bộ phận ROA ủng hộ cuộc khởi nghĩai ở Praha, tuy nhiên Vlasov phản đối. Ông này đang quan tâm đến các cuộc đàm phán với các đơn vị của đồng minh về chuyện đầu hàng. Tuy nhiên, vấn đề với A.Vlasov là ở chỗ ông này đã là một nhân vật quá nổi tiếng và có giá,- khó có thể đảm bảo chắc chắn là sẽ không bị trao trả cho Liên Xô.

### Kết án
Ngày 12/5/1945, trên lãnh thổ Tiệp Khắc, cách thành phố Plzen không xa, tướng A.Vlasov đã bị các binh sỹ của Quân đoàn xe tăng số 25, Tập đoàn quân số 13 Phương diện quân Ukraina 1 bắt giữ trong khi đang tìm cách thỏa thuận với Hoa Kỳ về việc đầu hàng. Sau cuộc thẩm vấn sơ bộ tại Bộ tham mưu của Nguyên soái Konhev, A.Vlasov được đưa ngay về Moskva.
Tại Liên Xô, A.Vlasov tự giác hợp tác với cơ quan điều tra, thừa nhận tội lỗi của minh, mặc dù cũng hiểu rằng không thể trông chờ gì vào sự khoan dung. Phiên toà xét xử tướng Vlasov và các lãnh đạo khác của ROA đã diễn ra từ ngày 30 đến ngày 31/7/1946 tại Moskva. Tòa án quân sự tối cao Liên Xô đã tuyên tước quân hàm của tất cả các bị cáo và kết án tử hình bằng hình thức treo cổ. Ngày 1/8/1946, Andrey Vlasov cùng các cộng sự đã bị hành hình tại sân trong của nhà tù Butyrka, Moskva, Liên Xô.

## Đài tưởng niệm
Một đài tưởng niệm dành cho Tướng Vlasov và những người tham gia Phong trào Giải phóng Nga được dựng lên tại tu viện và nghĩa trang Chính thống giáo Nga ở Nanuet, New York, Hoa Kỳ. Hai lần mỗi năm, vào ngày kỷ niệm Vlasov được thực hiện vào ngày Chủ nhật sau lễ Phục sinh chính thống, một lễ tưởng niệm được tổ chức cho Vlasov và các chiến binh của Quân đội Giải phóng Nga.